# Mullhyttans kyrka

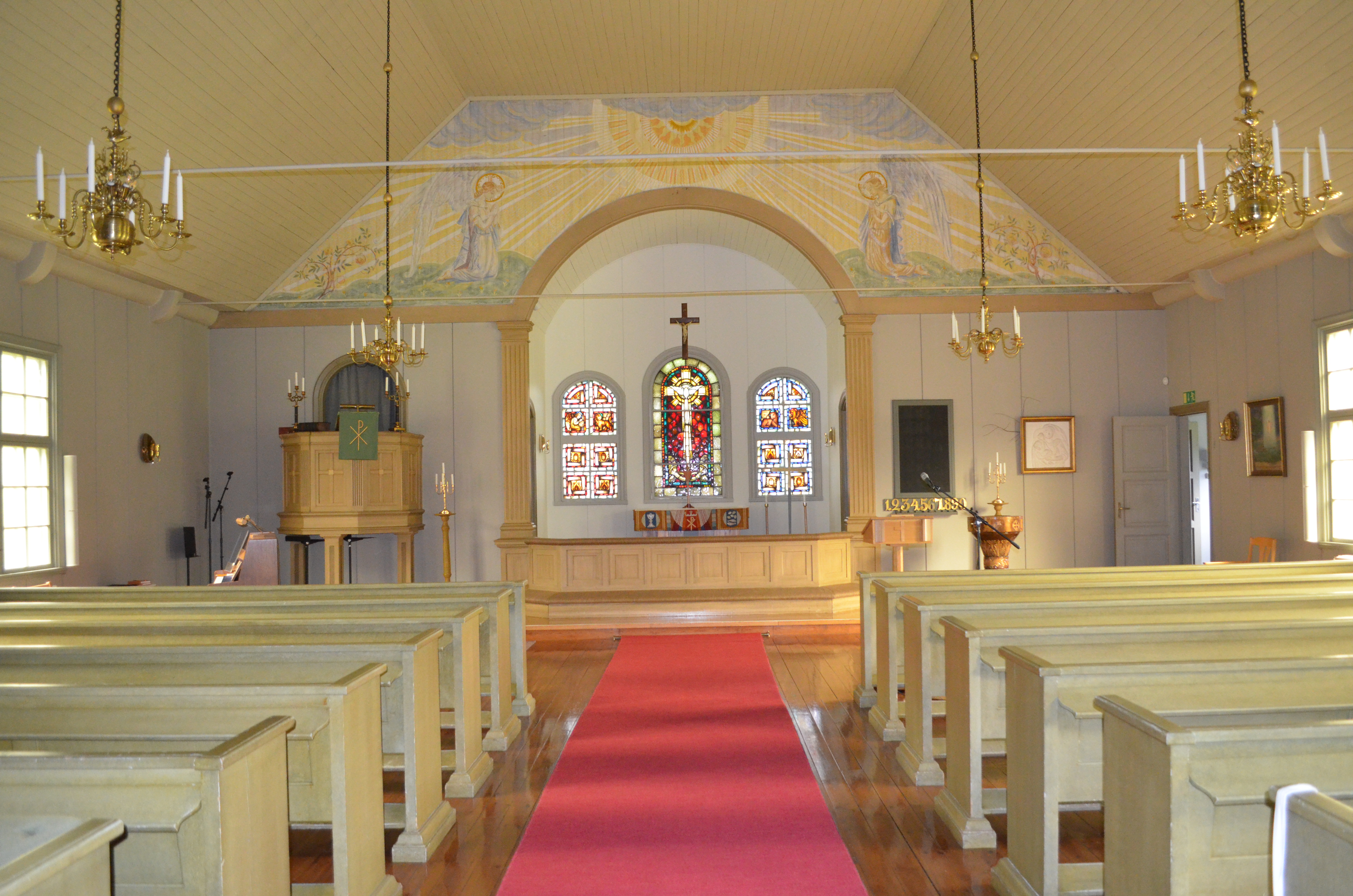
Mullhyttans kykosal

Mullhyttans kyrka är en kyrkobyggnad som ligger i Mullhyttan i Lekebergs kommun. Kyrkan invigdes 1927 och tillhör Knista församling i Strängnäs stift.

## Historik
1914 kom en komminister till Kvistbro församling som stationerades till det uppväxande samhället Mullhyttan, där hans verksamhet blev mest koncentrerad. 1924 uppfördes en prästgård i Mullhyttan, men för sitt dagliga arbete behövde komministern nyttja skolhuset och samhällets ordenshus. Julottegudstjänster hölls flera år i Ordenshuset. Prästgården var öppen för ungdomskretsens sammankomster.
Behovet av ett kapell blev alltmer påtagligt. Omkring 1924 påbörjades en insamling för ändamålet. 10 januari 1926 bildades Mullhyttans kapellförening och i november samma år köpte föreningen en tomt som var centralt belägen i samhället. På tomten, som var omkring ett tunnland, fanns då en byggnad som inte var färdigbyggd.
Arkitekt Martin Westerberg i Kungliga Byggnadsstyrelsen gjorde ritningar till det beslutade kapellet.
Offervilligheten växte allteftersom kapellbygget nalkades sin fullbordan. Vid kapellets uppförande gjordes mycket frivilligt arbete och så gott som alla kyrkorummets inventarier är skänkta. Dåvarande prästen John Grafström lade ner ett synnerligen nitiskt och uppoffrande arbete för detta kapellbygge. Hans far skänkte det vackra korfönster, som är utfört av Neuman & Vogel i Stockholm. Bland gåvorna kan nämnas ett mycket vackert antependium, som utförts och skänkts av en i konstsömnad förfaren fru i samhället.
Invigningen skedde den 18 december 1927, fjärde söndagen i Advent, och förrättades av biskop Sam Stadener.
När kapellföreningen 1934 blivit skuldfri beslöt den att överlämna kapellet till Kvistbro församling, vilket skedde den 1 januari 1935, och därefter fick kapellet kallas kyrka.
En restaurering genomfördes 1958 efter program av Martin Westerberg. Ett gravkapell inrättades i källaren och sakristian fick en separat ingång. Ny elinstallation gjordes. Korfönstren försågs med glasmålningar som flyttats från Kvistbro kyrka.

## Kyrkobyggnadens utformning
Kyrkan har en stomme av trä och består av långhus med rakt avslutat kor i öster och vapenhus i norr. Västra delen är utformad som församlingssal och kan vid behov förenas med kyrkorummet. Över församlingssalen finns en orgelläktare.
Byggnaden är 22 meter lång och 12 meter bred. Väggarna är reveterade med spritputs. Långhus, vapenhus och sakristia täcks av sadeltak. Alla tak är belagda med svartmålad plåt. Mitt på långhusets tak finns en takryttare.
Omkring kapellet har anlagts en kyrkogård, som i likhet med kyrkogårdarna vid sockenkyrkan blivit förbättrad och förskönad. Invid kapellet finns en klockstapel som är uppförd 1930. Kyrkklockan är anskaffad genom en särskild insamling.

## Orgel
Först 1942/1943 fick kyrkan en piporgel, byggd av Olof Hammarberg, Göteborg. Den har sju stämmor med två manualer och pedal. Orgeln är pneumatisk. Fasaden är ritad av Martin Westerberg.
| Manual I           | Manual II    | Pedal      | Koppel   |
| Rörflöjt 8´        | Gedakt 8´    | Subbas 16´ | I/P      |
| Principal 4´       | Fugara 4´    |            | II/P     |
| Rauschkvint 2 chor | Waldflöjt 2´ |            | II/I     |
|                    |              |            | I 4'/I   |
|                    |              |            | II 16'/I |

### Webbkällor
- byggnadspresentation
- Information från Viby församling
- Wikimedia Commons har media som rör Mullhyttans kyrka.